# Prawo Asekuracyjne
Prawo Asekuracyjne – kwartalnik naukowy poruszający tematykę ubezpieczeń gospodarczych, systemu emerytalnego i związaną z tym problematykę z zakresu prawa cywilnego, handlowego, finansowego i administracyjnego w Polsce i krajach UE. Publikowane są komentarze do aktów normatywnych, przegląd orzecznictwa w zakresie ubezpieczeń. Pismo nie ma współczynnika wpływu Impact Factor (IF) i jest częścią wykazu czasopism punktowanych Ministerstwa Edukacji i Nauki (20 punktów za publikację).
W latach 1994–1999 redaktorem naczelnym był Andrzej Wąsiewicz – cywilista i znawca prawa ubezpieczeniowego związany z Wydziałem Prawa i Administracji UAM. Od 1999 do 2022 pismem kierował Jerzy Łańcucki – pracownik naukowy Uniwersytetu Ekonomicznego w Poznaniu. Od 12 kwietnia 2022 redaktorem naczelnym kwartalnika jest Marcin Orlicki - pracownik naukowy Katedry Prawa Cywilnego, Handlowego i Ubezpieczeniowego na Wydziale Prawa i Administracji Uniwersytetu im. Adama Mickiewicza w Poznaniu.